# Günter Tidow
Günter Otto Tidow (* 21. März 1943 in Hamburg; † 31. Januar 2016) war ein deutscher Zehnkämpfer, Sportwissenschaftler und Hochschullehrer.

## Leben
Tidow betrieb auf Leistungsebene leichtathletischen Zehnkampf, so nahm er beispielsweise am Länderkampf gegen die Schweiz 1962 teil.
Von 1968 bis 1995 war er als Wissenschaftler am Institut für Leibesübungen der Ruhr-Universität Bochum (später Fakultät für Sportwissenschaft) in den Lehr- und Forschungsbereichen Trainingswissenschaft und Leichtathletik tätig.
1991 schloss er seine Habilitation ab, 1995 trat er eine Professorenstelle für Trainings- und Bewegungswissenschaft an der Humboldt-Universität zu Berlin an, welche er bis zu seinem Übergang in den Ruhestand 2008 innehatte.
Zu Tidows Schwerpunkt in der Forschung zählten das Krafttraining sowie die Begrifflichkeit Bewegungssehen. Er leitete unter anderem Forschungsprojekte zu den Themen Rückentraining/Vorbeugen von Rückenbeschwerden, „Leistungssteuerung mit der Sprint-Kraftmaschine (SKM) als Mess- und Trainingsgerät in der Leichtathletik“ sowie Ruderleistung und Rudertechnik. In der Sportpraxis war er von 1971 bis 1988 als Jugend-Bundestrainer für den Zehnkampf tätig. Zum Thema Mehrkampf veröffentlichte Tidow im Laufe seiner wissenschaftlichen Laufbahn zudem mehrere Artikel. Hinzu kamen weitere Veröffentlichungen zu leichtathletischen Teildisziplinen, darunter Kugelstoßen, Stabhochsprung, Hürdenlauf und Weitsprung. Des Weiteren befasste er sich mit der Talentbestimmung und Talentförderung im leichtathletischen Mehrkampf.